# Diocesi di Nigre Maggiori
La diocesi di Nigre Maggiori (in latino Dioecesis Nigrensis) è una sede soppressa e sede titolare della Chiesa cattolica.

## Storia
Nigre Maggiori, identificabile con Henchir Besseriani nell'odierna Algeria, è un'antica sede episcopale della provincia romana di Numidia.
Unico vescovo conosciuto di Nigre Maggiori è il cattolico Lucro, che prese parte alla conferenza di Cartagine del 411, che vide riuniti assieme i vescovi cattolici e donatisti dell'Africa romana; la sede in quell'occasione non aveva vescovi donatisti, ma era rappresentata da un sacerdote, di cui non è fatto il nome.
Dal 1933 Nigre Maggiori è annoverata tra le sedi vescovili titolari della Chiesa cattolica; dal 15 dicembre 1988 il vescovo titolare è Rómulo Emiliani Sánchez, già vescovo ausiliare di San Pedro Sula.

## Cronotassi

### Vescovi residenti
- Lucro † (menzionato nel 411)

### Vescovi titolari
- André Creemers, O.S.C. † (1º settembre 1970 - 23 settembre 1971 deceduto)
- Emanuele Romano † (20 giugno 1973 - 31 luglio 1978 succeduto vescovo di Trapani)
- Michel-Marie-Bernard Calvet, S.M. (4 luglio 1979 - 19 giugno 1981 nominato arcivescovo di Numea)
- Carlos María Ariz Bolea, C.M.F. † (22 luglio 1981 - 15 dicembre 1988 nominato vescovo di Colón)
- Rómulo Emiliani Sánchez, C.M.F., dal 15 dicembre 1988